# بوب وليامز (لاعب كرة سلة)
بوب وليامز (بالإنجليزية: Bob Williams)‏ (12 مايو 1931 ببينساكولا في الولايات المتحدة - ) هو لاعب كرة سلة أمريكي في مركز هجوم صغير الجسم. شارك في دورة الألعاب الأمريكية 1955. ولعب مع هارلم غلوبتروترز.

## وصلات خارجية
- بوب وليامز على موقع إن بي أي (الإنجليزية)
- بوب وليامز على موقع سبورتس رفرنس (الإنجليزية)
- بوب وليامز على موقع ريلجم (الإنجليزية)